# Vaux-lès-Rubigny

Vaux-lès-Rubigny este o comună în departamentul Ardennes din nordul Franței. În 1 ianuarie 2022 avea o populație de 44 de locuitori.